# Шкло (посёлок)
Шкло (укр. Шкло, стекло) — посёлок в Новояворовской городской общине Яворовского района Львовской области Украины.

## География
Климат мягкий, умеренно-влажный, без резких температурных колебаний, с тёплым летом (в июле среднемесячная температура 18,4°) и мягкой зимой (в январе −3,6°). Осадков за год 674 мм.

## История

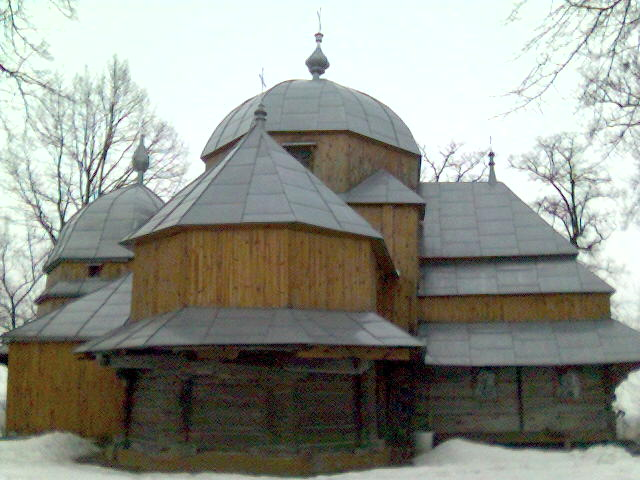
Пятницкая церковь, 1732. Сгорела в 2006.

Первые упоминания о Шкло относятся к 1456 году. В сохранившемся акте передачи Яворовских земель польским королём Казимиром IV галицкому боярину Петру Шаматульскому указывались границы: «от реки Шкло до источника „Вонячка“ (название связано с неприятным запахом сероводорода) и вокруг него до Шкловского леса.»
В 1576 году местность посетил польский врач Войцех Очко. Он сделал первое медицинское описание лечебных свойств здешних источников. Именно с этого времени Шкло начинают посещать для лечения.
Подробные описания «вод целебных» имеются в путевых заметках немецкого учёного Ульриха фон Веодума, которые он сделал в 1670—1672 годах, путешествуя в «Землю русскую» через Польшу. В своём дневнике исследователь писал: «В 1670 году неподалёку от села Шкло небольшой песчаный холм после землетрясения с большим шумом провалился, а из ямы ринуло столько воды, что залило рядом лежащие поля. Потом на месте холма образовалось озеро, которое имеет около 600 шагов по окружности, там ещё и сейчас можно увидеть свежие обрывы провалившейся земли. Вода прозрачна и очень глубока, а на запах и вкус отдаёт селитрою. Без сомнения, что сернистые родники, которые имеются здесь под землёй и вызвали это землетрясение.»

## Известные уроженцы, жители
Антонович-Гординский, Ярослав Дмитриевич (псевдонимы — Я.А.Г., Яр. Горд., Г-й, Я.Г.; 22.07.1882-05.07.1939) — литературовед, писатель, переводчик, педагог.

## Экономика
Находящийся в посёлке Яворовский государственный горно-химический комбинат «Сирка» отнесён к категории стратегических предприятий, закрыт в 1990 году.

## Курорты
В посёлке находится бальнеологический и грязевой курорт. Сероводородную воду используют для купания, гидрокарбонатно-кальциевую — для питья. Имеется санаторий Министерства обороны Украины, который выкуплен частным лицом , .

### «Нафтуся-Шкло»
Среди источников Шкло с давних пор существует колодец глубиной 12 метров, оборудованный деревянным шахтным срубом. Название ей дали «Нафтуся»: от украинского слова «нафта» — нефть. Действительно, смешиваясь с нефтесодержащими горизонтами подземных вод, она приобретает выраженный керосиноподобный запах. «Нафтуся-Шкло» представляет собой маломинерализованную (0,7 г/л) гидрокарбонатно-натриево-кальциевую воду с содержанием сернистых углеводов, органических добавок, микроэлементов (йод, марганец, железо).

### Сероводородные источники
Использование сероводородных источников улучшает кровообращение особенно периферийное; применяются для гинекологических сероводородных орошений при хронических воспалительных заболеваниях; вызывают нормализацию артериального давления, повышение сопротивляемости кожи и слизистых оболочек к разным микроорганизмам.

### Торфянисто-минеральные лечебные грязи
Шкловская лечебная грязь — типичный купоросный осоково-тростиновый торфяник с высоким содержанием сульфатов железа и алюминия, а также сероводорода и битумов. Это обуславливает сильную кислую реакцию и высокие лечебные свойства грязи. Лечебный эффект проявляется в уменьшении болевого чувства, рассасывании рубцов и воспалительных инфильтров после операции и ранений, заживление гнойных ран и свищей.
Живописная природа, чистый лесной воздух, красота пейзажей способствуют отдыху и лечению.

## Транспорт
От железнодорожного вокзала г. Львова ходит маршрутное такси «Львов-Шкло» и электропоезд «Львов-Шкло».